# Lehwaldt (Adelsgeschlecht)

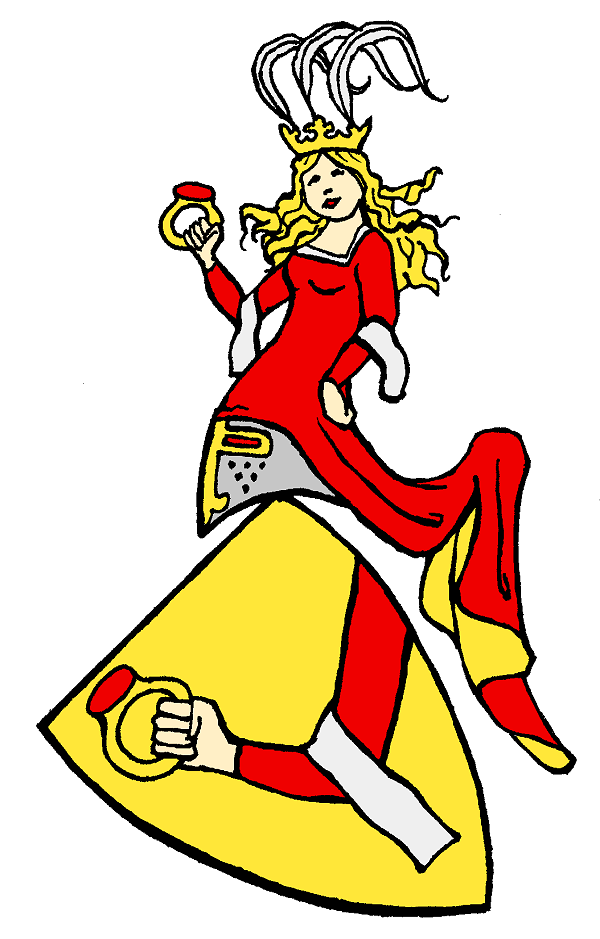
Wappen derer von Lehwaldt

Lehwaldt, auch Lehwald oder früher Lawalde, ist der Name eines alten ursprünglich Niederlausitzer Adelsgeschlechts. Die Familie, deren Zweige zum Teil bis heute bestehen, gelangte später vor allem in Brandenburg und Preußen zu Besitz und Ansehen.

## Geschichte

### Herkunft
Die zu den ältesten Geschlechtern der Niederlausitz gehörende Familie, wird im Jahre 1290 in Bautzen mit Frisco von Lewenwalde als Zeuge erstmals urkundlich erwähnt. Am 19. April 1306 erscheint er erneut als Friedericus de Lewenwald in einer zu Bautzen ausgestellten Urkunde. Im gleichen Jahr ging er mit dem Domstift in Bautzen einen Tausch ein. Friedrich überließ seine Einkünfte aus dem Dorf Stiebitz dem Bautzener Stift und die von Lehwaldt erhielten dafür die Einkünfte des zum Stift gehörenden Dorfes Malschwitz. Im Jahre 1334 gaben er und die Witwe von Luther von Schreibersdorf, wahrscheinlich eine Schwester von Friedrich von Lehwaldt, ihre Einwilligung, dass sechs Gulden Zins von einem Hofe zu Bautzen den Franziskanern in der Stadt geschenkt wurden.
Lawalde, das namensgebende Stammhaus der Familie, ist heute eine Gemeinde im Landkreis Görlitz in Sachsen. Die Ortschaft mit Herrensitz wird im Jahre 1290, im Zusammenhang mit Frisco de Lewenwalde, erstmals urkundlich erwähnt.

### Ausbreitung und Persönlichkeiten
In ihrer Stammheimat der Niederlausitz ist das Geschlecht schon früh erloschen. Mit Ferdinand von Lawalde gelangte noch im 15. Jahrhundert eine Linie nach Preußen, die bis heute besteht. Ferdinand heiratete Dorothea von Zehmen und hinterließ einen Sohn. Christoph von Lehwaldt, der Sohn des Paares, erscheint ab 1527. Er wurde Amtshauptmann zu Liebemühl im Herzogtum Preußen. 1518 saßen die von Lehwaldt zu Eichholz bei Luckau, Herzberg und Kleinrietz.

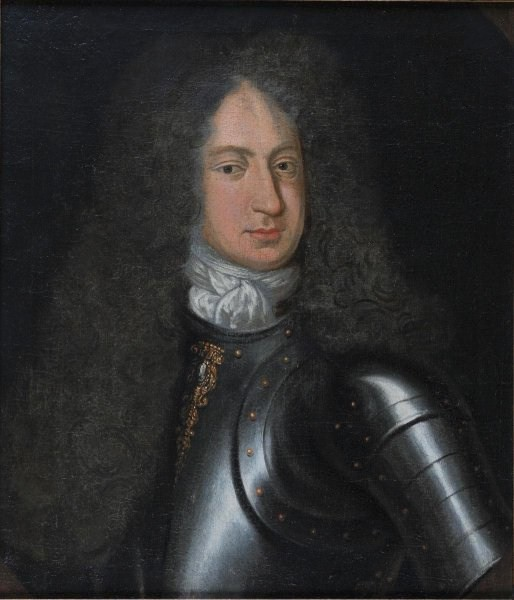
Johann (Hans) von Lehwaldt (1685–1768), Jugendbildnis

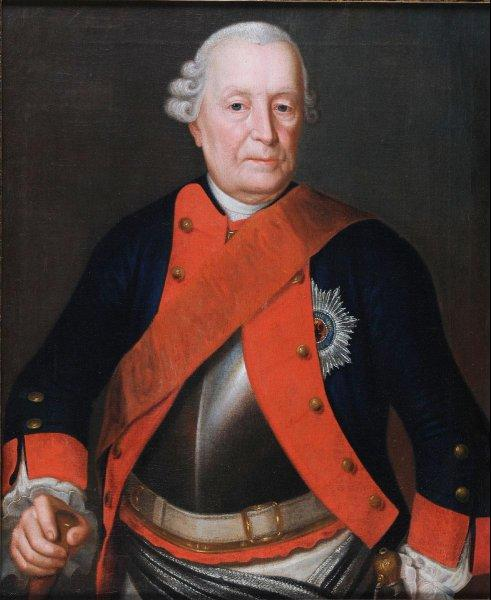
Johann von Lehwaldt (1685–1768), Altersporträt

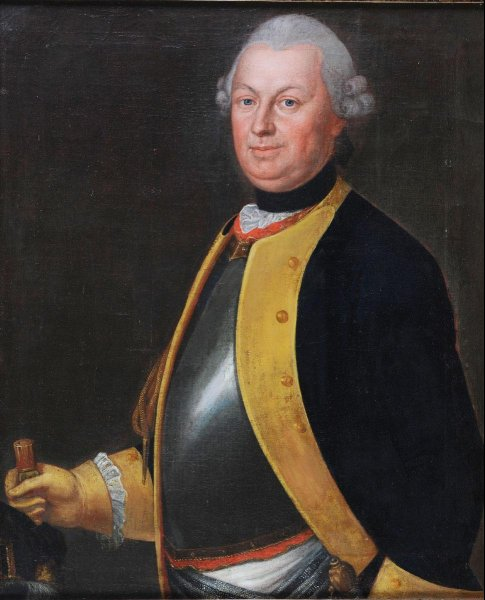
Wenzeslaus Christoph von Lehwaldt (1717–1793)

Christophs Enkel Georg († vor 1675) wurde Fischmeister zu Arys und sein Urenkel Fabian (* 1597) auf Ublick starb am 20. Dezember 1667 als Oberstleutnant. Das Gut Ublick (heute Ortsteil von Orzysz (Arys)) befand sich seit 1555 im Besitz der Familie und wurde 1747 veräußert. Fabian von Lehwaldt auf Ublick war zweimal verheiratet, in erster Ehe mit Helena Dorothea von Auer († 1662) und in zweiter Ehe ab 1663 mit Anna Dorothea von Hohendorf († 1670). Sein Sohn Georg von Lehwaldt (1663–1719) auf Ublick und Kalischken aus seiner zweiten Ehe diente als Kapitän der Grands Mousquetaires in der königlich preußischen Armee.
1680 wurde im Auftrag von Bürgermeister Lehwald die älteste Medaille der Stadt Elbing geprägt. Sie zeigt auf der Rückseite das Familienwappen des Lausitzer Uradelsgeschlechts von Lehwaldt. Martin Lehwald, ein Schneider aus Marienburg, kam nach Elbing, gab sich als einer aus dem Adelsgeschlecht von Lehwaldt aus und wurde Elbinger Bürgermeister. Es kam mit der Familie von Lehwaldt zu einem Rechtsstreit wegen der unberechtigten Wappen- und Namensführung. Lehwald versprach der Adelsfamilie, diese nach seinem Ableben als Erben einzusetzen und der Streit war zunächst beendet. Das Versprechen wurde jedoch nicht eingehalten und die Lehwaldts kamen nach Elbing und verwüsteten das Grabmal von Bürgermeister Lehwald in der Marienkirche.
Ein entfernter Verwandter von Georg war Johann von Lehwaldt (1685–1768), einer der bedeutendsten Vertreter der Familie. Bereits 1702 nahm er am Spanischen Erbfolgekrieg teil. Im Ersten Schlesischen Krieg wurde er, als Generalmajor und Regimentschef, am 21. Juni 1742 von König Friedrich II. mit den Orden Pour le Mérite ausgezeichnet. Während des Zweiten Schlesischen Krieges erhielt er im Februar 1744 als Generalleutnant den Schwarzen Adlerorden, den höchsten Orden des Königreichs Preußen. 1751 wurde er zum Generalfeldmarschall befördert und 1759 Gouverneur von Berlin. Johann von Lehwaldt starb am 16. November 1768 in Königsberg und wurde in der Gruft der Juditter Kirche beigesetzt. Mit seiner ersten Frau Elisabeth Charlotte von Seydel hatte er mehrere Töchter. Nach ihrem Tod heiratete er Anne Sophie Agnes von Buddenbrock, die Witwe von Erhard Ernst von Röder und Tochter des Generalfeldmarschall Wilhelm Dietrich von Buddenbrock. Diese Ehe blieb kinderlos.
Den Stamm fortsetzen konnte Georgs Sohn Wenzeslaus Christoph von Lehwaldt (1717–1793) aus der Ehe mit Katharina Luise von Elben. 1732 trat er als Fahnenjunker in das Infanterieregiment Nr. 2 ein und wurde 1743 zum Premierleutnant befördert. Im Zweiten Schlesischen Krieg nahm er 1744 an der Belagerung von Prag teil. Während des Siebenjährigen Krieges kämpfte er in zahlreichen größeren Schlachten und Gefechten. In der Schlacht von Zorndorf am 25. August 1758 wurde er schwer verwundet. Nach dem Krieg wurde er 1765 Oberstleutnant, 1770 Oberst und 1775 Kommandeur eines Regiments. Am 22. März 1778 erhielt er die Ernennung zum Generalmajor. Im Bayrischen Erbfolgekrieg kommandierte er im Korps des Königs eine eigene Brigade und erhielt danach das Infanterieregiment Nr. 47, welches er am Ende des Krieges in seine Garnison nach Brieg führte. Wenzeslaus Christoph von Lehwaldt starb am 27. Dezember 1793. Er war dreimal verheiratet. Seine erste Frau war Lucia Hedwig von Zeppelin, mit ihr hatte er einen Sohn und zwei Töchter. Seine zweite Ehe mit Sophie Elenore von Kunheim (1741–1773) und seine dritte Ehe mit Katharina Eleonore Charlotte Freiin von Eulenburg (1743–1824) blieben ohne Nachkommenschaft.
Sein einziger Sohn Hans Georg Christoph Wenzelslaus von Lehwaldt (1768–1816) auf Barthen konnte die Linie mit mehreren Kindern fortsetzen. Aus seiner 1794 geschlossenen Ehe mit Amalie Charlotte Louise Wilhelmine Helene von der Boeck (1771–1842) gingen sechs Söhne und zwei Töchter hervor. Von den Söhnen haben nur die beiden ältesten Nachkommen hinterlassen. Der Drittgeborene Karl Rudolf und der Viertgeborene Karl Leonhard starben noch als Kinder. Friedrich Erdmann von Lehwaldt (* 1803) auf Pittehnen, der fünfte Sohn, wurde königlich preußischer Leutnant im Kürassier-Regiment Nr. 3. Auch er starb bereits 1835 im Alter von 32 Jahren. Seine 1828 geschlossene Ehe mit Ludowika Auguste Julie Ida von Strachowsky (1811–1853) blieb kinderlos. Der jüngste Sohn Otto Alexander von Lehwaldt (* 1807) starb am 14. Dezember 1879 als preußischer Generalleutnant z.D. Er war zuletzt stellvertretender Kommandierender General des X. Armee-Korps. Aus seiner 1845 zu Königsberg geschlossenen Ehe mit Olivie Begina von Usedom (1802–1880) gingen keine Nachkommen hervor. Von seinen Schwestern heiratete 1822 Amalie Karoline von Lehwaldt (1805–1850) den preußischen Major Wenzelslaus Friedrich Alexander von der Groeben.
Der älteste Sohn Hans Wenzelslaus Friedrich von Lehwaldt (1795–1826) diente als preußischer Hauptmann im Infanterie-Regiment Nr. 13. Aus seiner 1821 geschlossenen Ehe mit Mathilde Amalie von Rautter (1802–1881) gingen zwei Söhne hervor, von denen der ältere Hans Louis Wolfgang von Lehwaldt (* 1823) als preußischer Oberstleutnant z.D. 1895 unverheiratet verstarb. Er war zuletzt Major und Kommandeur des ostpreußischen Dragoner-Regiments Nr. 10. Sein jüngerer Bruder Wilhelm Wenzelslaus von Lehwaldt (1826–1871) hinterließ zwei Söhne.
Der zweitälteste Sohn Wilhelm Ludwig Stephan von Lehwaldt (1797–1843) wurde wie sein älterer Bruder preußischer Hauptmann im Infanterie-Regiment Nr. 13. Er hinterließ nach zwei Ehen sieben Kinder. Aus seiner ersten 1824 in Bielefeld geschlossenen Ehe mit Johanna Martina Timmermann (1803–1833) stammte Sohn Hermann Louis Ferdinand von Lehwaldt (1825–1872) dessen Sohn Ferdinand Hermann von Lehwaldt (* 1852) nach Australien auswanderte und sich als Kaufmann in Sydney niederließ. Johann Georg Wilhelm von Lehwaldt (1838–1883), ein Sohn von Wilhelm Ludwig Stephan aus dessen zweiter 1836 geschlossenen Ehe mit Klara Josephine Aschberg (1814–1897), wurde Amtmann zu Herbern. Er hinterließ Wilhelm Gottfried Hans Georg (* 1. Januar 1883).

### Besitzungen
In der Niederlausitz waren bereits 1518 Eichholz, Herzberg (bis 1560) und Kleinrietz im Familienbesitz derer von Lehwaldt. Von 1556 bis 1590 waren auch Cabel, 1569 Blossin, 1575 Görzig (heute Ortsteil von Rietz-Neuendorf) und Radeweise, sowie von 1664 bis 1686 Straußdorf in deren Besitz bzw. Teilbesitz. In der Oberlausitz waren die von Lehwaldt 1631 zu Kroskau bei Milkel besitzlich.
In Ostpreußen lag der größte Teil des Grundbesitzes der Familie. So waren Angehörige unter anderem von 1513 bis 1670 zu Nahmgeist, 1549 zu Andreaswalde, von 1636 bis 1754 zu Hirschfeld (heute Ortsteil von Rychliki), von 1656 bis 1771 zu Ottlau (heute Ortsteil von Gardeja), Olschöwken (1938 bis 1945 Kornau) und Ogrodtken, von 1676 bis 1727 zu Meyken und von 1747 bis 1806 zu Kalischken und Honigbaum (heute Ortsteil von Sępopol) begütert. Mitte des 19. Jahrhunderts war eine verwitwete Frau von Lehwaldt Herrin auf Blumen im ehemaligen Landkreis Mohrungen.
Der als preußischer Major verstorbene Carl von Lehwaldt besaß Güter in Ober- und Mittelzwecklau sowie Niederzyrus im Landkreis Freystadt in Schlesien. Letzteres war noch von 1745 bis 1830 im Besitz der von Lehwaldt und in Pommern 1780 Soltenitz (heute Ortsteil von Gmina Szczecinek).

## Wappen

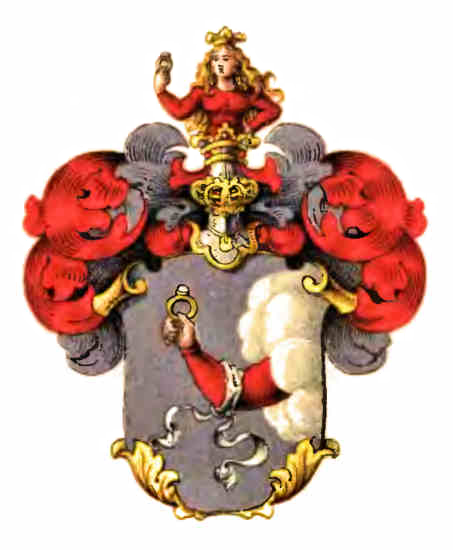
Variante des Stammwappens in Dorsts Schlesischem Wappenbuch (1847)

Das Wappen zeigt in Gold ein aus dem linken Schildrand hervorgehenden, rotbekleideten, in der Biegung von einer silbernen Binde umwundener Rechtarm, in der bloßen Hand einen goldenen Fingerring mit rotem Stein emporhaltend. Auf dem Helm mit rot-goldenen Helmdecken eine wachsende rotbekleidete Jungfrau, deren goldene Krone mit drei silbernen Fasanenfedern besteckt ist und deren rechter Arm Binde und Ring wie im Schild trägt, während der linke eingestemmt ist.

## Bekannte Familienmitglieder
- Johann von Lehwaldt (1685–1768), preußischer Generalfeldmarschall
- Wenzeslaus Christoph von Lehwaldt (1717–1793), preußischer Generalleutnant und Regimentschef
- Christoph Friedrich Ernst von Lehwaldt (1745–1813), Grundbesitzer auf Zyrus, Ober-und Mittel-Zeckelau, Groß-und Klein Ottelau[10]
- Otto Alexander von Lehwaldt (1807–1879), preußischer Generalleutnant

## Die adligen pommerellischen Lewald-Familien

Rogala-Wappen

Während in der einschlägigen Literatur einige Fachautoren die Meinung vertreten, verschiedene in Westpreußen ansässige Geschlechter hätten den Namen Le(h)wald(t) ihrem eigenen ohne verwandtschaftlichen Zusammenhang vorangestellt, gehen andere Autoren wenigstens teilweise von Stammesverwandtschaft mit den obigen preußischen Lehwaldt aus. All diese nachstehend angerissenen Familien gehörten mehrheitlich der polnischen Wappengenossenschaft Rogala an, wie dies im gleichen Gebiet bspw. auch bei den Manteuffel-Kielpinski der Fall war, mit denen insbesondere bei den Lewald-Powalski ebenso wie mit den Geschlechtern Podewils oder Borne Anverwandtschaften bestanden. Zum Güterbesitz der Lewald-Gorski, Lewald-Jezierski und Lewald-Powalski macht Max Bär die ausführlichsten Angaben.

### Górski
Die Lewald-Górski traten zuerst in Preußen Königlichen Anteils auf. Als früher Vertreter wurde Michal z Gór Erbherr auf Gory im Kreis Preußisch Stargard, der 1504 auch Wałdowo erwarb, urkundlich genannt. Stanisław Lewald Górski war Landbote des Kreises Dirschau und unterschrieb 1733 in Warschau die General-Konföderation. Die Familie war ebenfalls grundgesessen in den Kreisen Marienburg, Dirschau, Danzig und bei Neuenburg.

### Jezierski
Die Lewald-Jezierski sind ebenfalls seit spätestens dem 16. Jahrhundert in Pommerellen anzutreffen, nennen sich aber wohl nach ihrem früheren Besitzgut Jezierzyce bei Kosten in Großpolen. Ein Zweig der Familie wandte sich ebenfalls bereits im 16. Jahrhundert nach Litauen.
In Pommerellen war Oswald Lewald-Jezierski im Jahre 1552 Landrichter von Konitz und Kryspin Lewald-Jezierski im Jahre 1555 Vize-Burgstarost von Tuchel. Späterhin Michał Lewald-Jezierski Vize-Woiwode von Pommerellen und Landbote des Kreises Danzig. Er unterzeichnete 1764 die Wahl von König Stanislaus II. August Poniatowski. Güterbesitz war in den Kreisen Kulm und Danzig sowie bei Mirchau, wichtige Güter waren u. a. Wojakowo und Tymowo. Die Lewald-Jezierski waren unter anderem mit den Rautenberg-Klinski versippt.
Aus dem litauischen Zweig waren Deszendenten des Jerzy Lewald-Jezierski († 1594) Domherren in Wilna und Kiew. Michał Lewald-Jezierski war 1701 Archidiakon von Cammin und königlich polnischer Sekretär. 1817 erschienen Angehörige in der Woiwodschaft Minsk mit dem Grafentitel.
Ebenfalls zur Familie gehörig ist Stefan de Leval Jezierski (* 1954), amerikanischer Hornist.

### Powalski
Die Lewald-Powalski sollen ausdrücklich von den preußischen Lehwaldt abstammen. Sie waren ebenfalls ab spätestens dem 16. Jahrhundert in der Woiwodschaft Pommerellen grundgesessen und besaßen in den Kreisen Dirschau, Marienburg und Schlochau u. a. die Güter Klodawa, Pagdanzig, Pischnitz, Powalsky und anteilig Prechlau, jedoch waren auch in der Woiwodschaft Kalisz in Großpolen Besitzgüter vorhanden. Die Landrichtertochter aus Mirchau, Gertrud Lewald-Powalski wurde als Gattin des Wojciech Giss im Jahre 1550 als königlich polnische Ehrendame urkundlich genannt. Piotr Lewald-Powalski war 1611 Richter im Kreis Schlochau. Im 18. Jahrhundert war Jan-Krzysztof Lewald-Powalski im Jahre 1733 Landbote der Woiwodschaft Pommerellen und Kreises Schlochau, er unterzeichnete auch die Königswahl Stanislaus I. Leszczyńskis von 1733. Józef Lewald-Powalski war 1736 Vize-Burgstarost und Landbote von Pommerellen, Jan Nepomuk Lewald-Powalski 1779 Vize-Burgstarost von Posen und Jan Lewald-Powalski war 1780 Kammerherr von König Stanislaus II. August. Die Lewald-Powalski waren auch mit den Tuchołka h. Korzbok, den Rautenberg-Klinski und den Raczyński h. Nałęcz einer später gräflichen Magnatenfamilie versippt.